# Дауни, Аарон
Аарон Дауни (англ. Aaron Downey; 27 августа 1974, Шелберн, Онтарио) — профессиональный канадский хоккеист. Амплуа — крайний нападающий.
На драфте НХЛ не выбирался. 20 января 1998 года как свободный агент подписал контракт с «Бостон Брюинз». 7 августа 2000 года как неограниченно свободный агент подписал контракт с «Чикаго Блэкхокс». 3 июля 2002 года как неограниченно свободный агент подписал контракт с «Даллас Старз». 1 августа 2005 года как неограниченно свободный агент подписал контракт с «Сент-Луис Блюз». 23 января 2006 года выбран на драфте отказов командой «Монреаль Канадиенс». 16 апреля 2006 года сбросил перчатки в поединке против Брэда Нортона, но оба не нанесли ни одного удара.
В 2007 году Дауни был приглашён в тренировочный лагерь Детройт Ред Уингз. К окончанию тренировочного лагеря подписал двусторонний контракт. В 2008 году стал обладателем Кубка Стэнли, хотя не провёл ни одной игры в плей-офф. В 2009 году завершил карьеру.

## Достижения
- Обладатель Кубка Стэнли (2008) в составе Детройт Ред Уингз

## Статистика
```
                                            
                                            --- Regular Season ---  ---- Playoffs ----
Season   Team                        Lge    GP    G    A  Pts  PIM  GP   G   A Pts PIM
--------------------------------------------------------------------------------------
1992-93  Guelph Storm                OHL    53    3    3    6   88   5   1   0   1   0
1995-96  Hampton-Roads Admirals      ECHL   65   12   11   23  354  --  --  --  --  --
1996-97  Hampton-Roads Admirals      ECHL   64    8    8   16  338   9   0   3   3  26
1996-97  Manitoba Moose              IHL     2    0    0    0   17  --  --  --  --  --
1996-97  Portland Pirates            AHL     3    0    0    0   19  --  --  --  --  --
1997-98  Providence Bruins           AHL    78    5   10   15  407  --  --  --  --  --
1998-99  Providence Bruins           AHL    75   10   12   22  401  19   1   1   2  46
1999-00  Providence Bruins           AHL    47    6    4   10  221  14   1   0   1  24
1999-00  Boston Bruins               NHL     1    0    0    0    0  --  --  --  --  --
2000-01  Norfolk Admirals            AHL    67    6   15   21  234   9   0   0   0   4
2000-01  Chicago Blackhawks          NHL     3    0    0    0    6  --  --  --  --  --
2001-02  Norfolk Admirals            AHL    12    0    2    2   21  --  --  --  --  --
2001-02  Chicago Blackhawks          NHL    36    1    0    1   76   4   0   0   0   8
2002-03  Dallas Stars                NHL    43    1    1    2   69  --  --  --  --  --
2003-04  Dallas Stars                NHL    37    1    1    2   77  --  --  --  --  --
2004-05  Did not play(lockout)       NHL    --  --  --  --  --  --  --  --  --  --  --
2005-06  St. Louis Blues             NHL    17    2    0    2   45  --  --  --  --  --
2005-06  Montreal Canadiens          NHL    25    1    4    5   50   1   0   0   0   0
2006-07  Montreal Canadiens          NHL    21    1    0    1   48  --  --  --  --  --
2006-07  Providence Bruins           AHL    15    0    0    0   30   1   0   0   0  12
2007-08  Detroit Red Wings           NHL    56    0    3    3  116  --  --  --  --  --
2008-09  Grand Rapids Griffins       AHL    65    2    7    9  126  10   0   1   1  44
2008-09  Detroit Red Wings           NHL     4    1    1    2    7   0   0   0   0   0
--------------------------------------------------------------------------------------
         NHL Totals                        183    7    6   13  371   5   0   0   0   8

```